# Synoptische evangeliën

Meer dan driekwart van de Marcustekst is te vinden in zowel Matteüs als Lucas en bijna alle Marcustekst is te vinden in minstens een van beide andere synoptische evangeliën. Verder hebben Matteüs en Lucas bepaalde tekst gemeen die niet in Marcus staat.

De evangeliën van Matteüs, Marcus en Lucas in het Nieuwe Testament uit de Bijbel worden de synoptische evangeliën (Latijn: synopticus, Oudgrieks: συνοπτικός, synoptikós, "samen (ge)zien")  genoemd, omdat ze veel dezelfde verhalen bevatten, met gebeurtenissen in dezelfde volgorde en gelijke teksten - al komen de verhalen wel voor op verschillende plaatsen in het leven van Jezus. Dit in tegenstelling tot het Evangelie volgens Johannes, dat volledig afwijkt van de andere evangeliën. De schrijvers van de synoptische evangeliën worden soms de synoptici genoemd.
In een synopsis waar telkens op één pagina de drie evangeliën van Matteüs, Marcus en Lucas naast elkaar staan afgedrukt, zijn de overeenkomsten en verschillen tussen de teksten van de drie evangelisten overzichtelijk weergegeven. Dit vergemakkelijkt de bestudering ervan. De overeenkomsten tussen deze boeken hebben tot een ontstaanstheorie van de boeken geleid, die omschreven wordt als het synoptische vraagstuk.
Men gaat ervan uit dat Marcus als eerste zijn evangelie heeft geschreven en dat Matteüs en Lucas er gebruik van hebben gemaakt bij het schrijven van hun eigen evangelie. Daarnaast hadden Matteüs en Lucas waarschijnlijk allebei de beschikking over een verloren gegane bron die Marcus niet kende, aangeduid als bron Q (van het Duitse woord Quelle). Deze bron zou dan vooral uitspraken van Jezus bevat hebben.